# Сайхунабадський район
Сайхунабадський район (узб. Sayxunobod tumani, Сайхунобод тумані) — адміністративна одиниця у складі Сирдар'їнської області, Республіки Узбекистан. Адміністративним центром району є міське селище Сайхун.

## Історія
Район був утворений у 1970 році під назвою Ворошиловський район. У 1991 році перейменований на Сайхунабадський район.

## Населення
Населення Сайхунабадського району переважно узбецьке, але також проживають таджики, казахи, татари, росіяни, корейці та представники інших національностей. Середня щільність населення становить 121,6 осіб на км² (2003). Чисельність сільського населення складає 56 461 особу, а міського — 5 439 осіб.

## Адміністративно-територіальний поділ
Станом на 1 січня 2011 року до складу району входять:
- 3 міських селища:

1. Сайхун
2. Сохіл
3. Шурузак

- 7 сільських сходів громадян:

1. Ґулістан
2. Істіклол
3. Іттіфак
4. Нурата
5. Узбекистан
6. Шурузяк
7. Янгіхаят

## Природа
Сайхунабадський район розташований на схід від Мірзачула. Його рельєф переважно низинний, а ґрунтові води мають підвищену солоність. Територією району протікає канал «Права гілка», довжина якого в межах району становить 31 км. Від нього відходять менші канали для зрошення полів, серед яких канал Шоразак завдовжки 15 км. Солонувата вода відводиться через канави та арики до колекторів Баш-Хайр, Шоразак та інших.
На сході район межує з річкою Сирдар'я. У низинах іноді утворюються невеликі озера, такі як Шоркол, Калгансир і Коркол. Клімат тут континентальний, із середньою температурою липня 35°C, а в січні вона може коливатися від -2°C до -10°C. Річна кількість опадів становить 200-250 мм, а вегетаційний період триває 195-200 днів. Осінні заморозки починаються в середині жовтня, а холодна погода може зберігатися до першої половини квітня. Ґрунти району представлені світло-сірими суглинками та луговими алювіальними ґрунтами, що формуються на лесовому шарі. Уздовж доріг, каналів, ровів і озер поширені дикорослі рослини, зокрема очерет. У районі водяться дикі качки, страуси, змії, ящірки, а в ставках можна зустріти рибу.

## Економіка
Основу економіки Сайхунабадського району складає сільське господарство, зокрема бавовництво. Крім вирощування бавовни, місцеві господарства займаються вирощуванням зернових культур, баштанних, овочівництвом і тваринництвом. У районі функціонують 5 акціонерних товариств, 15 малих підприємств, 56 приватних підприємств та 24 акціонерні товариства. Промисловий сектор представлений підприємствами, що працюють у сферах транспорту, будівництва та зв’язку. Серед них діють бавовноочисний завод, підприємство «Околтиндон», текстильно-швейна фабрика, автомобільне підприємство, районне видавництво та робітничий кооператив. Також у районі розвинена сфера торгівлі та культурно-побутового обслуговування.
Сільське господарство району представлено вирощуванням бавовни, зернових культур, овочів, баштанних, кормових культур, картоплі та люцерни. У Сайхунабадському районі функціонує 11 підприємств та 795 фермерських господарств. На корпоративних і приватних фермах району займаються розведенням великої рогатої худоби, овець, кіз, коней та птиці. Через район проходить Великий узбецький тракт, що забезпечує транспортне сполучення. У сфері освіти працюють загальноосвітні школи, гімназія, ліцей і професійно-технічне училище. Для розвитку культури діють центральна бібліотека з філіями, будинки культури та дитяча музична школа. Медичні заклади району включають лікарні, пологові будинки, дитячі та дорослі поліклініки та інші установи охорони здоров’я. В районі також розташована газова станція «Нове Життя».